# مخمل آب
مخمل آب یا آزیر کارولینا (نام علمی: Azolla caroliniana) نام یک گونه از سرده آزیریان است.